# 9548 Fortran
9548 Fortran (1985 CN) là một tiểu hành tinh vành đai chính được phát hiện ngày 13 tháng 2 năm 1985 bởi Spacewatch ở Kitt Peak.